# Hacking Team
Hacking Team é uma empresa de TI com sede em Milão, que vende ferramentas para ataques de acesso e vigilância. Seu sistema de controle remoto permite a seus clientes monitorar comunicações de internautas, decifrar arquivos e emails criptografados, gravar ligações VOIP como Skype, e ativar à distância o funcionamento de microfones e câmeras de computadores e celulares.
A empresa emprega cerca de 40 pessoas no seu escritório italiano e em suas subsidiárias nos EUA e em Singapura. Seus produtos estão em uso em dezenas de países, em seis continentes.
Criticada por oferecer suas ferramentas para governos que violam direitos humanos, a Hacking Team afirma que pode desabilitar o uso de seus programas se eles foram utilizados de modo antiético.
Em julho de 2015 o Wikileaks divulgou uma série de e-mails demonstrando como o lobby da empresa atua. No Brasil, a agência de notícias Agência pública revelou que Polícia Federal do Brasil, Exército Brasileiro e as polícias estaduais foram contactados pela Hacking Team e também solicitaram informações sobre os produtos que ela oferece.

## História de empresa
Em junho de 2014, uma relatório da Universidade de Toronto detalhou o funcionamento e a arquitetura do Sistema Remoto de Controle (RCS) da Hacking Team.
A Hacking Team foi fundada pelos programadores italianos: Alberto Ornaghi e Marco Valleri. Antes da formalização, eles criaram um conjunto de ferramentas que poderias ser usado para monitorar e manipular remotamente computadores, chamado Ettercap, que foi adotado tanto por hackers espiões, quanto por empresas que queriam testar a segurança de suas próprias redes.
Ao saber da ferramenta, o departamento de polícia de Milão entrou em contato com a dupla, a fim de poder adaptar o Ettercap e poder espionar cidadãos e ouvir suas ligações Skype. Assim nasceu a Hacking Team, tornando-se "a primeira fornecedora de programas hackers para a polícia".

### Vazamento de 2015
Em 5 de julho de 2015, o perfil da empresa no Twitter foi comprometido e, por meio de um link BitTorrent,  foram vazados mais de 400 GB de dados, incluindo emails internos, faturas comerciais e códigos fonte. O anúncio do ataque foi retuitado por diversas contas na rede social, incluindo o WikiLeaks.
Embora o material fosse volumoso, análises prévias pareceram revelar que a Hacking Team tinham negociado com os exércitos do Libano e do Sudão, bem como que as ferramentas espiãs tinham sido vendidas para o Bahrein e o Cazaquistão. Anteriormente, a empresa havia negado que tivesse vendido seus produtos para o Sudão.
A responsibilidade pelo ataque foi reivindicada via Twitter pelo hacker conhecido como Phineas Fisher, que anteriormente já havia atacado a produtora de spyware Gamma.
O repórter Ryan Gallagher, do The Intercept, tuitou que a Polícia Federal brasileira estava entre os 5 clientes top da Hacking Team em 2015. No material disponibilizado, também há referência às PMs de SP e do RJ.

## Ferramentas
A Hacking Team permite a seus clientes funções de monitoramento à distância contra pessoas por meio de seu Sistema de Controle Remoto (RCS) incluindo Da Vinci:
- Coleção disfarçada de e-mails, mensagens de texto, histórico de ligações telefônicas e lista de contatos;
- Registrar as teclas presionadas em um teclado
- Revelar dados de histórico de buscas e capturar imagens da tela
- Gravar áudio de ligações telefônicas
- Utilizar telefones para coletar sons ambientes e conversas
- Ativar e câmeras de computadores e celulares
- Acessar sistema de GPS do celular para monitorar a localização

A Hacking team usa técnicas avançadas para despistar sua atuação, tais como  evitar o consumo da bateria dos celulares, o que poderia levantar suspeita.